# Прядильный переулок (Санкт-Петербург)
Пряди́льный переулок — переулок в Адмиралтейском районе Санкт-Петербурга. Проходит от улицы Лабутина до набережной реки Фонтанки.

## История
С 1776 по 1793 год переулок входил в состав Большо́й Ма́стерской улицы, проходившей от Екатерининского канала до Фонтанки и включавшей в себя современную улицу Пасторова. Малой Мастерской называлась нынешняя Мастерская улица. Название было дано в связи с местонахождением здесь слободы мастеровых людей Адмиралтейского морского ведомства.
Когда значительная часть Большой Мастерской была закрыта, название перешло на параллельную Малой Мастерской часть современного Лермонтовского проспекта. Оставшийся от улицы небольшой переулок с 1821 года назывался Глухи́м.
С 1836 года известно название Прядильный переулок. Оно связано с тем, что переулок начинается от Прядильной улицы (современной улицы Лабутина). Название улицы и переулка связано с прядильными мастерскими, переведёнными в 1730-х годах к реке Фонтанке из района Адмиралтейского ведомства.
Во второй половине — конце XIX века переулок был застроен доходными домами.
На углу Прядильного переулка и улицы Лабутина находится небольшой сквер, носящий неофициальное название «Три павлина» — по металлической скульптуре, установленной в центре сквера.
В октябре 2022 года Прядильный переулок стал односторонним — от улицы Лабутина к набережной реки Фонтанки.

## Здания

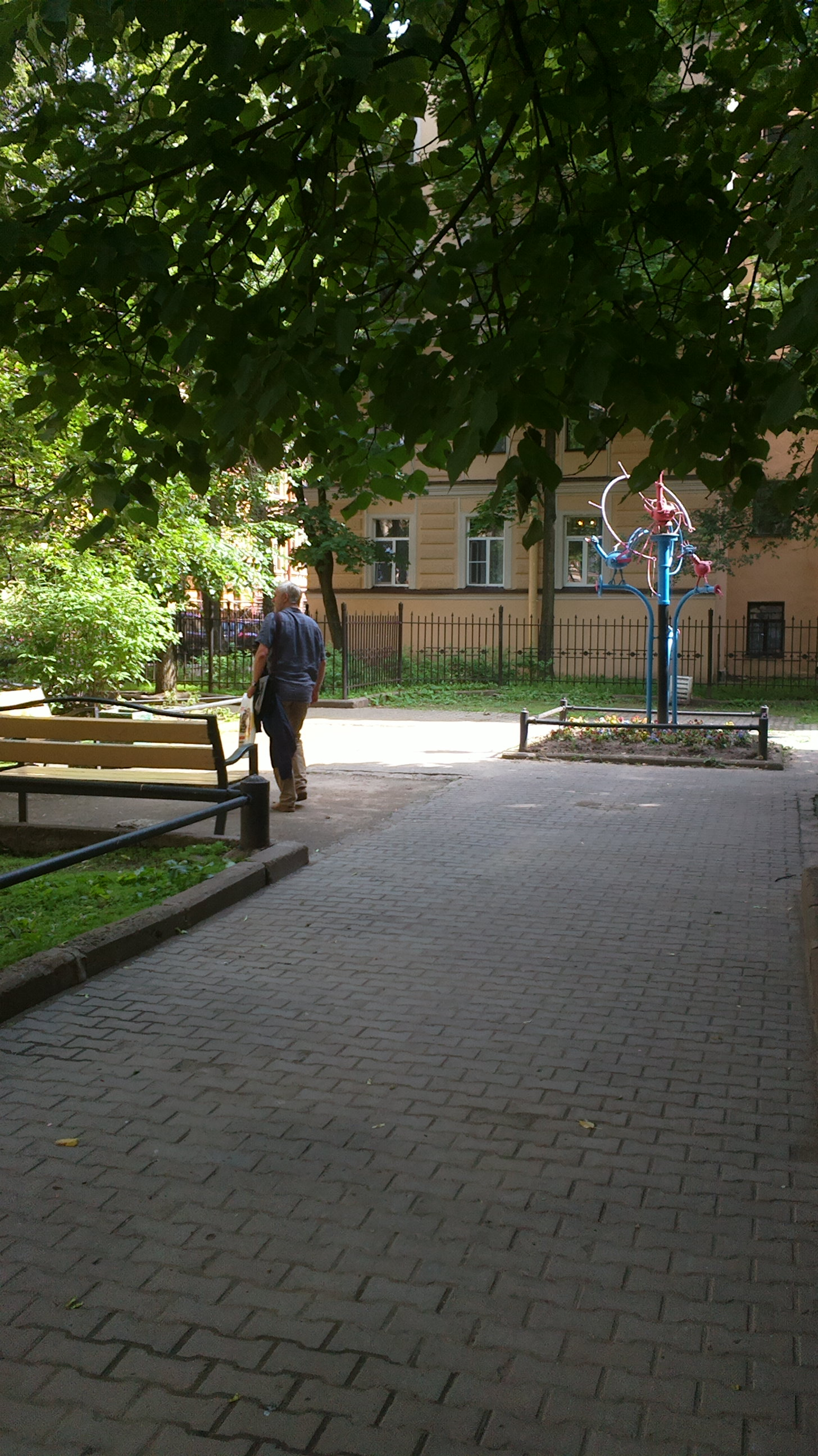
Сквер «Три павлина»

- Дом № 2 (улица Лабутина, дом № 12) — доходный дом, построен в 1900 году по проекту арх. В. В. Шауба.
- Дом № 3 (Люблинский переулок, дом № 1) — доходный дом, перестроен в 1900 году по проекту арх. С. П. Кондратьева.
- Дом № 4 — доходный дом, построен в 1897 году по проекту арх. П. П. Трифанова.
- Дом № 5 (Люблинский переулок, дом № 1) — доходный дом Е. А. Рыбиной, построен в 1908 году по проекту арх. А. Л. Лишневского.  памятник архитектуры (вновь выявленный объект)[4],  памятник архитектуры (региональный)
- Дом № 6 (Климов переулок, дом № 5) — доходный дом Северовых. Самый старый из сохранившихся в переулке домов. Корпус по Климову переулку построен в конце XVIII — начале XIX века, автор не установлен. Корпус по Прядильному переулку построен в 1849 году по проекту акад. арх. Н. П. Гребёнки совместно с Н. А. Сычевым.  памятник архитектуры (вновь выявленный объект)[4]
- Дом № 7 (набережная Фонтанки, 165) — собственный доходный дом архитектора И. С. Китнера, построенный (перестроенный) им в 1903—1904 годах. По Прядильному переулку дом состоит из двух корпусов. Два этажа правого корпуса выполнены в той же стилистике, что и левый, а три верхних этажа правой части надстроены в «кирпичном стиле».
- Дом № 8-10 — доходный дом. Левая часть построена в 1878 году по проекту И. Н. Иорса, правая часть — в 1903 году по проекту К. В. Маковского (младшего брата известного художника А. В. Маковского).
- Дом № 12 / (набережная Фонтанки, 163)  памятник архитектуры (вновь выявленный объект)[4] — дом Чанжина (М. В. Северова). Построен в 1801 году по проекту арх. А. А. Михайлова 2-го, перестроен в 1857 году Н. А. Сычевым. Использовался как многоквартирный жилой дом. В 2015 году расселён, находится в аварийном состоянии. В 2023 году выставлен на торги[5].